# Anette Veerpalu
Anette Veerpalu (* 24. Juli 1996 in Otepää) ist eine ehemalige estnische Skilangläuferin.

## Werdegang
Veerpalu, die für den Spordiklubi Sparta startete, trat im Februar 2012 in Albu erstmals im Scandinavian-Cup an und belegte dabei den 32. Platz über 10 km klassisch und den 29. Rang im Sprint. Ihre besten Platzierungen beim Europäischen Olympischen Winter-Jugendfestival 2013 in Predeal waren der 32. Platz über 5 km klassisch und der 15. Rang in der Mixed-Staffel. Bei den Nordischen Junioren-Skiweltmeisterschaften 2015 in Almaty errang sie den 39. Platz im Sprint. Im Januar 2016 wurde sie in Mammaste estnische Meisterin über 10 km klassisch. Bei den U23-Weltmeisterschaften 2017 in Soldier Hollow gelangen ihr der 38. Platz über 10 km Freistil, der 32. Rang im Skiathlon und der 30. Platz im Sprint. Im Februar 2017 wurde sie bei den estnischen Meisterschaften in Otepää Meisterin im Sprint und über 10 km klassisch. Im selben Monat lief sie dort ihr erstes Weltcuprennen, das sie auf dem 55. Platz über 10 km klassisch beendete. Anfang März 2017 kam sie bei den Nordischen Skiweltmeisterschaften 2017 in Lahti auf den 57. Platz über 10 km klassisch und auf den 14. Rang mit der Staffel. Im Januar 2018 wurde sie estnische Meisterin im Skiathlon.
Ihr Vater ist der ehemalige Skilangläufer Andrus Veerpalu. Ihr Bruder Andreas war als Skilangläufer aktiv.